# Prata (Paraíba)
Pour les articles homonymes, voir Prata.
Prata est une ville brésilienne du centre de l'État de la Paraíba.
Sa population était estimée à 3 896 habitants en 2007. La municipalité s'étend sur 192 km2.